# Teofipol
Teofipol lub Teofilpol (ukr. Теофі́поль, dawniej Kamień (do XVI wieku), Kamień Czowhański (XVII wiek), Czowhań (1681-1740), Biały Kamień) – osiedle typu miejskiego na Ukrainie, w obwodzie chmielnickim, w rejonie chmielnickim.
Leży nad rzeką Połtwa, 6396 mieszkańców (2020), dla porównania spis powszechny w 2001 zanotował ich 7026. W sąsiedztwie miasta znajduje się duża cukrownia.

## Historia
Miejscowość założona w 1420 na prawie magdeburskim jako posiadłość Sieniutów i zwana była wówczas Kamieniem, a potem Białym Kamieniem. Za czasów kolejnych posiadaczy, rodziny Czołhańskich, nazywano ją Kamieniem Czołhańskim lub Czołhanem. Pod koniec XVII stulecia, około 1681 r., dobra nabył hetman wielki koronny Stanisław Jan Jabłonowski (1634–1702). Teofilpol był jedną z siedzib jego syna – chorążego wielkiego koronnego Aleksandra Jana Jabłonowskiego (zm. 1723), a następnie stał się głównym miejscem rezydencji  wdowy – Teofili z Sieniawskich. Zapewne za jej czasów nastąpiła zmiana nazwy miejscowości, upamiętniona wielokrotnie przytaczanymi anegdotami. Po śmierci Teofili w 1754 roku majątek przejął wojewoda nowogródzki książę Józef Aleksander Jabłonowski (1711–1777), a po zgonie ojca dobra odziedziczyła starsza córka – Teofila Strzeżysława Sapieżyna. Była ona od 1761 roku żoną krajczego litewskiego Józefa Sapiehy (1737–1792). Teofila po separacji osiedliła się najpierw  w sapieżyńskich Wisznicach, a następnie (od ok. 1792 r.) zamieszkała w Teofilpolu, gdzie przeniosła słynną bibliotekę lachowiecką (część z niej przekazała w 1805 r. Liceum Krzemienieckiemu). Po śmierci została pochowana w Teofilpolu jako jedyna z przedstawicieli obu rodów. Kolejnym spadkobiercą Teofilpola był Aleksander Antoni Sapieha (1773–1812) miecznik Księstwa Warszawskiego, adiutant cesarza Napoleona I, żonaty z Anną Jadwigą Zamoyską. Ten podróżnik, przyrodnik, mecenas, członek Towarzystwa Przyjaciół Nauk w Warszawie (od 1800 r.) jest uznawany za jednego z twórców polskiej geologii i mineralogii. Ostatnim właścicielem miejscowości był książę Leon Ludwik Sapieha (1803–1878), późniejszy marszałek Sejmu Galicyjskiego. Z powodu udziału w powstaniu listopadowym władze rosyjskie skonfiskowały mu majątek.
W 1895 w miejscowości urodził się Stanisław Zieliński – polski dowódca wojskowy, kapitan piechoty Wojska Polskiego II RP i komisarz Policji Państwowej II RP.
Podczas okupacji hitlerowskiej, pod koniec 1941 roku Niemcy utworzyli getto dla żydowskich mieszkańców. Przebywało w nim około 1000 osób. 22 stycznia 1942 roku Niemcy zlikwidowali getto, a Żydów zamordowali. Sprawcami zbrodni byli żołnierze z Einsatzkommando 8, SD z Borysławia oraz białoruska policja. 
Do 2020 siedziba władz rejonu teofipolskiego.

## Pałac
Przypuszczalnie to Teofila z Sieniawskich Jabłonowska wybudowała w latach 30 XVIII wieku rezydencję znaną z widoku Napoleona Ordy. Projektantem był prawdopodobnie Francesco Capponi. Pałac został przebudowany w XIX wieku. Pałac był piętrowy, miał plan prostokątny i był nakryty dachem mansardowym. Na narożach znajdowały się pawilony alkierzowe.
Majątek został skonfiskowany po 1831 roku za udział Leona Sapiehy w powstaniu listopadowym.

## Kościół Trynitarzy
Kościół barokowy z połowy XVIII wieku zaprojektował Franciszek Placidi i ufundował Józef Aleksander Jabłonowski. Kościół ten wraz z klasztorem trynitarzy z 1742 roku został zburzony w XX wieku.